# (6156) Dall
Pour les articles homonymes, voir Dall.
(6156) Dall est un astéroïde de la ceinture principale.

## Description
(6156) Dall est un astéroïde de la ceinture principale. Il fut découvert le 12 janvier 1991 à Stakenbridge par Brian G. W. Manning. Il présente une orbite caractérisée par un demi-grand axe de 3,00 UA, une excentricité de 0,07 et une inclinaison de 9,4° par rapport à l'écliptique.

## Compléments